# L & B
L & B war eine französische Automarke.

## Unternehmensgeschichte
Das Unternehmen L & B aus Paris gehörte zu Lacoste & Battmann und begann 1902 mit der Produktion von Automobilen. 1907 endete die Produktion.

## Fahrzeuge
Es wurden fertige Fahrgestelle von Lacoste & Battmann verwendet, die zu kompletten Autos vervollständigt wurden. Die Einzylinder-Einbaumotoren kamen von Aster und Mutel. Ab 1905 entstanden auch Rennwagen.